# العلاقات الفيتنامية النيبالية
العلاقات الفيتنامية النيبالية هي العلاقات الثنائية التي تجمع بين فيتنام ونيبال.

## مقارنة بين البلدين
هذه مقارنة عامة ومرجعية للدولتين:
| وجه المقارنة                                              | فيتنام           | نيبال                             |
| --------------------------------------------------------- | ---------------- | --------------------------------- |
| المساحة (كم2)                                             | 331.69 ألف       | 147.18 ألف                        |
| عدد السكان (نسمة)                                         | 94.66 مليون      | 29.40 مليون                       |
| الكثافة السكانية (ن./كم²)                                 | 285.39           | 199.76                            |
| العاصمة                                                   | هانوي            | كاتماندو                          |
| اللغة الرسمية                                             | اللغة الفيتنامية | اللغة النيبالية                   |
| العملة                                                    | دونغ فيتنامي     | روبية نيبالية                     |
| الناتج المحلي الإجمالي (بليون دولار)                      | 234.19 مليار     | 24.47 مليار                       |
| الناتج المحلي الإجمالي (تعادل القوة الشرائية) بليون دولار | 553.42 مليار     | 70.20 مليار                       |
| الناتج المحلي الإجمالي الاسمي للفرد دولار أمريكي          | 2.48 ألف         | 743                               |
| الناتج المحلي الإجمالي للفرد دولار أمريكي                 | 5.63 ألف         | 2.37 ألف                          |
| مؤشر التنمية البشرية                                      | 0.666            | 0.548                             |
| رمز المكالمات الدولي                                      | +84              | +977                              |
| رمز الإنترنت                                              | .vn              | .np                               |
| المنطقة الزمنية                                           | ت ع م+07:00      | UTC+05:45، التوقيت الموحد لنيبال ‏ |

## منظمات دولية مشتركة
يشترك البلدان في عضوية مجموعة من المنظمات الدولية، منها:
| علم المنظمة | اسم المنظمة                        | تاريخ انضمام فيتنام | تاريخ انضمام نيبال |
| ----------- | ---------------------------------- | ------------------- | ------------------ |
|             | مؤسسة التنمية الدولية              | 24 سبتمبر 1960      | 6 مارس 1963        |
|             | يونسكو                             | 6 يوليو 1951        | 1 مايو 1953        |
|             | مؤسسة التمويل الدولية              | 4 أغسطس 1967        | 7 يناير 1966       |
|             | منظمة حظر الأسلحة الكيميائية       | ?                   | ?                  |
|             | الأمم المتحدة                      | 20 سبتمبر 1977      | 14 ديسمبر 1955     |
|             | منظمة الشرطة الجنائية الدولية      | ?                   | ?                  |
|             | البنك الدولي للإنشاء والتعمير      | 21 سبتمبر 1956      | 6 سبتمبر 1961      |
|             | الاتحاد البريدي العالمي            | ?                   | ?                  |
|             | وكالة ضمان الاستثمار متعدد الأطراف | 5 أكتوبر 1994       | 9 فبراير 1994      |
|             | بنك التنمية الآسيوي                | 1966                | 1966               |
|             | منظمة التجارة العالمية             | 11 يناير 2007       | ?                  |
|             | الفريق المعني برصد الأرض           | ?                   | ?                  |

## وصلات خارجية
- موقع وزارة الخارجية الفيتنامية
- موقع وزارة الخارجية النيبالية